# Педро Жестокий (новелла)
«Педро Жестокий» (фр. Pierre le Cruel) — историческая новелла французского писателя Александра Дюма-отца, написанная в 1839 году. Публиковалась в составе сборника «Пракседа» (1841).

## Сюжет и история текста
Действие новеллы происходит в Испании в 1356—1357 годах. Король Кастилии Педро Жестокий назначает верховным судьёй простого крестьянина Хуана Паскуале, который поразил его своими честностью и прямотой. Позже выясняется, что король убил стражника, и Паскуале приказывает в наказание обезглавить его статую. Каменная голова становится символом того, что правосудие едино для всех.
В 1839 году новелла была опубликована в газете Le Siecle, в 1841 году — в составе сборника «Пракседа». В том же году в парижском издательстве Dumont увидело свет отдельное издание. Рецензенты констатируют, что название не вполне точное: в этом случае больше подошло бы альтернативное прозвище короля Педро I Кастильского — Справедливый.